# Roger Cobernuss
Roger Cobernuss, auch bekannt unter seinen Pseudonymen Kerosene und Gringo ist ein deutscher Musiker und Labelbetreiber, der vor allem in den 1990er Jahren elektronische Musik veröffentlichte. Mit Cem Oral veröffentlichte er unter Projektnamen wie Ultrahigh, Zulutronic und Restgeraeusch.

## Leben
Cobernuss begann seine musikalische Karriere in den späten 1980er Jahren in Frankfurt am Main als Schlagzeuger in Rock-Gruppen. In den frühen 1990er Jahren wandte er sich der Produktion elektronischer Musik zu.
Gemeinsam mit Cem Oral gründete er 1993 auch das Projekt Ultrahigh, das auch unter den Projektnamen Restgeraeusch, Titanium Steel Screws, Vene und Zulutronic veröffentlichte. Im gleichen Jahr erschien unter dem Projektnamen Gringo sein Debütalbum Executed By The FBI. Mit Can Oral veröffentlichte er ab 1993 drei Alben als H.E.A.D. Mit Axel Grzybowsky produzierte Cobernuss unter Projektnamen wie Cracked und Hollywood Sound Machine. Es entstanden auch zahlreiche Solo-Veröffentlichungen unter verschiedenen Projektnamen auf Labels wie Mono Tone, Force Inc. Music Works, Position Chrome oder Agent Orange. 1995 gründete Cobernuss mit seinem Ultrahigh-Partner Cem Oral in Frankfurt am Main das Label Pharma, auf dem neben Produktionen der beiden Betreiber auch Werke der Künstler DMX Krew und Bad Street Boy erschienen.
1998 zog Cobernus nach Berlin. 2008 gründete er dort sein eigenes Label athletikk, auf dem als erstes Release eine Vier-Track-EP unter dem Alias Kerosene erschien.

## Solo-Diskographie (Auswahl)
Alben
- 1993: Gringo – Executed By The FBI (Mono Tone)
- 1998: Kerosene – Teenage Secret (Caipirinha Productions)
- 1998: Kerosene – Woman Quality (Pharma)
- 1999: Mae Bad Boy – Szechuan Valley (Pharma)